# Kingussie
Kingussie es una localidad situada en el concejo de Highland, en Escocia (Reino Unido), con una población estimada a mediados de 2016 de 1480 habitantes.
Se encuentra ubicada al norte Escocia, cerca de la ciudad de Inverness —la capital del concejo— y de la costa del mar del Norte.

## Clima
Debido a su posición geografía de leve sudeste, no es tan típico como en el que encontramos en Inglaterra, pero si es el típico que encontramos en Escocia, con veranos relativamente frescos e inviernos fríos, con periodos de nevadas de noviembre a abril.
{{Clima
|lugar = Kingussie
| Jan high C = 3.8
| Feb high C = 4.4
| Mar high C = 6.1
| Apr high C = 8.9
| May high C = 12.1
| Jun high C = 14.3
| Jul high C = 16.5
| Aug high C = 16.1
| Sep high C = 12.0
| Oct high C = 9.7
| Nov high C = 6.4
| Dec high C = 4.1
| Jan mean C = 1.1
| Feb mean C = 1.8
| Mar mean C = 3.4
| Apr mean C = 5.7
| May mean C = 7.8
| Jun mean C = 10.1
| Jul mean C = 12.3
| Aug mean C = 11.9 
| Sep mean C = 9.9
| Oct mean C = 7.2 
| Nov mean C = 3.6
| Dec mean C = 1.9
| Jan low C = -1.8
| Feb low C = -0.7
| Mar low C = 0.4
| Apr low C = 2.1
| May low C = 4.7
| Jun low C = 7.5 
| Jul low C = 9.1
| Aug low C = 8.9
| Sep low C = 7.2
| Oct low C = 4.3
| Nov low C = 1.2
| Dec low C = -0.5 
| Jan snow days = 23
| Feb snow days = 18
| Mar snow days = 9
| Apr snow days = 2
| May snow days = 0
| Jun snow days = 0
| Jul snow days = 0
| Aug snow days = 0
| Sep snow days = 0
| Oct snow days = 0
| Nov snow days = 3
| Dec snow days = 7
|Jan snow inch = 15.3
|Feb snow inch = 14.9 
|Mar snow inch = 6.8
|Apr snow inch = 1.8
|May snow inch = 0.3
|Jun snow inch =   0
|Jul snow inch =   0
|Aug snow inch =   0
|Sep snow inch =   0
|Oct snow inch = 0.2